# Drenta
Drenta (bułg. Дрента) – wieś w Bułgarii, w obwodzie Wielkie Tyrnowo, w gminie Elena. W 2024 roku liczyła 60 mieszkańców.
W ramach projektu „Piękna Bułgaria”, w 2002 roku dofinansowano remont czitaliszta „Prosweta 1927” wraz z jej biblioteką.